# Aurora (Mythologie)

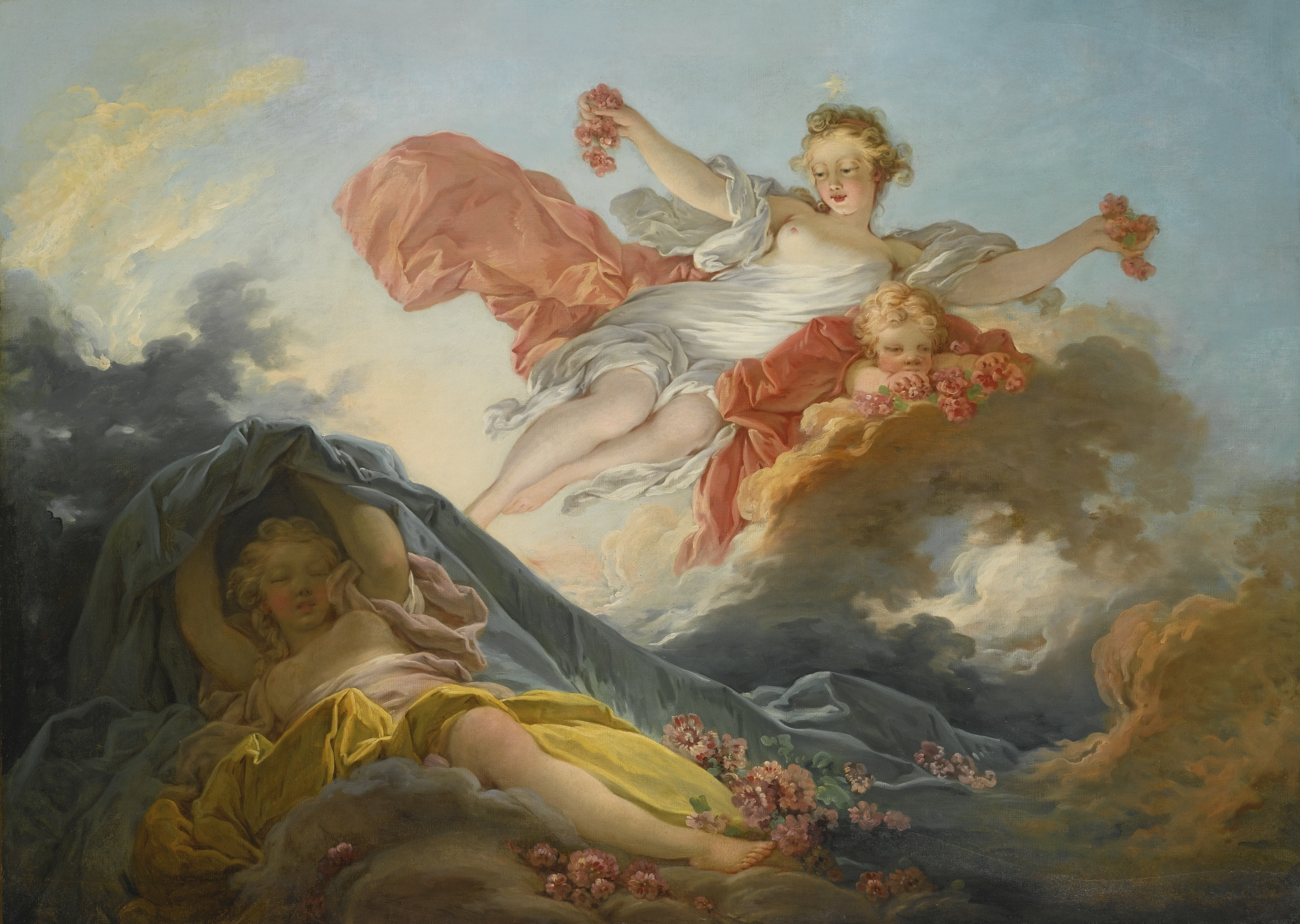
L'Aurore (Gemälde von Jean-Honoré Fragonard)

Aurora ist zunächst die lateinische Bezeichnung der Morgenröte.
In lateinischen Werken erscheint der Name Aurora daher an Stelle der griechischen Göttin Eos, wobei häufig nicht zu unterscheiden ist zwischen einer poetischen Bezeichnung des Tagesanbruchs und einer personal gedachten Göttin.
Da die griechische Eos Schwester des Sonnengottes Helios und der Mondgöttin Selene ist, gilt die römische Aurora entsprechend als Schwester des Sonnengottes Sol und der Mondgöttin Luna.
Eine von der griechischen unabhängige römische Mythographie existiert nicht.
Bei den Etruskern entsprach ihr die Göttin Thesan.

## Rezeption
- Günter Kochan: Aurora. Kantate für mittlere Frauenstimme, Chor und Orchester (1966) Text: Stephan Hermlin.